# Fundação Ricardo do Espírito Santo
A Fundação Ricardo do Espírito Santo Silva também conhecida como Museu de Artes Decorativas é uma instituição de direito privado de utilidade pública, criada em 27 de Abril de 1953 e fica situada no Largo das Portas do Sol em Lisboa. O Museu é uma instituição cultural, permanente, e ao serviço da sociedade e do seu desenvolvimento, sem fins lucrativos e aberta ao público. A missão do Museu é a protecção, estudo e divulgação das Artes Decorativas Portuguesas e os ofícios com elas relacionadas, pela manutenção das suas características tradicionais, pela educação do gosto do público e pelo desenvolvimento da sensibilidade artística e cultural dos artífices.

## Palácio
Fundação e Museu localizados no Palácio Azurara de quatro andares restaurado com a colaboração do Arquitecto Raul Lino em meados do século XX, como uma casa aristocrática do século XVIII. As salas ainda conservam alguns tectos originais e painéis de azulejos.

## Salas e Espaços do Museu-Palácio
Átrio; Escadaria Nobre, Salão Nobre; Sala Cadaval, Sala dos Presépios; Sala D. João V; Núcleo da Cadeira Portuguesa; Sala das Vitrinas; Quartos D. José I e D. Maria I; Sala D. José I; Sala D. Maria I; Sala Hexagonal; Sala de Música; Sala Central; Sala de Jantar; Quarto Século XVII; Sala das Miniaturas; Sala dos Chavões.

## Colecções
A Fundação recebeu o nome do banqueiro Ricardo do Espírito Santo Silva (1900-1955), (Banco Espírito Santo), que em 1947 comprou o Palácio Azurara, do século XVII, para expor parte da sua colecção de artes decorativas: mobiliário, têxteis, pratas, pintura, cerâmica, etc. dos séculos XVI e XVIII.

### Cerâmica
Porcelanas (peças chinesas de encomenda portuguesa, da dinastia Qing - século XVII e XVIII), faianças (séculos XVIII e XIX são principalmente representativas de centros de fabrico do Rato, Massarelos e Miragaia) e painéis de azulejos constituem este núcleo que conta com aproximadamente 200 peças.

### Escultura
As esculturas do Museu, quase exclusivamente religiosas oferecem, apesar de reduzidas, uma panorâmica diversificada. Imagens de vulto em pedra ou madeira, crucifixos em marfim e presépios em terracota contribuem para o ambiente religioso que existe em algumas das divisões do Palácio Azurara, encontrando-se muitas vezes integradas em oratórios. Existe ainda uma pequena coleção de presépios e respectivas figuras na Sala dos Presépios.

### Mobiliário
A coleção de mobiliário é uma das mais importantes e de unidade artística a nível nacional. Com um acervo superior a 600 peças, permite uma visão abrangente desta arte decorativa, entre o final do século XVI e o século XIX, nomeadamente as produções Barrocas, do Rococó e do Neoclassicismo. De destacar o núcleo luso-oriental que integra um conjunto diversificado de peças englobando diferentes tipologias, técnicas e materiais resultante da presença portuguesa na costa oriental da África, Índia e Japão.
Portanto existem muitas peças de mobiliário português de excepcional qualidade, quer pelas madeiras exóticas com que foram feitos quer pela funcionalidade: por exemplo uma mesa de jogo de múltiplos tampos em pau-santo, pau-rosa, marfim, prata, do século XVIII.

### Ourivesaria
Colecção de ourivesaria de referencia no panorama nacional é constituída na sua grande maioria por exemplares de uso civil, entre os séculos XV e XIX. Encontram-se na sua maioria marcadas, o que acrescenta particular valor às peças, permitindo uma análise científica. Apresenta um espólio de aproximadamente 250 peças de mais de 70 mestres ourives, dos grandes centros de fabrico de Lisboa e do Porto, mas também Guimarães, Évora e Rio de Janeiro.

### Pintura
Acervo constituído por cerca de 90 pinturas de assinalável interesse artístico, com obras de autores nacionais (Gregório Lopes, Bento Coelho da Silveira, Vieira Lusitano, Joaquim Manuel da Rocha, Joaquim Marques, Vieira Portuense, entre outros), bem como de estrangeiros que exerceram atividade em Portugal (Dirk Stoop, Quillard, Jean-Baptiste Pillement, Troni, Noël, Nicolas-Louis-Albert Delerive). Os motivos vão de paisagens campestres a vistas de Lisboa, de retratos reais ou aristocráticos a cenas religiosas, apresenta assim um leque de inspirações artísticas e de pintores para complemento dos ambientes decorativos.

### Têxteis
Esta colecção é composta por um número considerável de colchas, tapetes e panos bordados orientais, representativas das trocas de técnicas e culturas. Fortemente representada está a produção nacional de tapetes de Arraiolos, com notáveis exemplares de vários tipos que estão dispersas por quase todas as salas do palácio. Engloba ainda as colecções de traje civil (séculos XVIII e XIX) e uma coleção de tapeçarias com exemplares flamengos e franceses.

## Oficinas, Conservação e Restauro
Há 18 oficinas tradicionais no edifício anexo, onde podem ver-se os artífices a trabalhar segundo técnicas tradicionais de marceneiro, dourador, encadernador e outras. O palácio também oferece exposições temporárias, seminários e concertos.

## Formação
A Fundação alberga um conjunto de formações dedicadas ao artesanato tradicional, nomeadamente marcenaria, trabalhos em metal, encadernação e decoração de livros, pintura decorativa, talha dourada, têxteis e conservação e restauração de património histórico nacional e internacional.